# Idris (Koran)

Prophet Idris besucht Himmel (Dschanna) und Hölle (Dschahannam), persische Miniaturmalerei aus dem Jahr 1577

Idris (arabisch إدريس Idrīs mit den Wurzelm da.ra.sa: „studieren“) ist ein Prophet im Islam. Idris soll der erste Mann gewesen sein, der mit einem Schreibrohr geschrieben hat. Er wird laut Kommentatoren entweder mit dem biblischen Henoch oder mit Elija identifiziert.

## Im Koran
Idris wird im Koran nur zweimal erwähnt. Zudem sind diese Passagen „elliptisch“ und geben wenig Auskunft über das Leben dieses Propheten.

## In der Tradition

### In den Hadithen
Auch wenn der Koran fast keine Informationen über Idris enthält, liefert die muslimische Überlieferung weitere Informationen zu dieser Figur. Der Korpus der Hadithe erzählt, dass Mohammed während seiner nächtlichen Reise Idris im Vierten Himmel traf.

### Unter Kommentatoren
Kommentatoren haben die Verbindung zwischen diesem Mohammed zugeschriebenen Hadith und der koranischen Erwähnung einer „Erhöhung“ hergestellt. Dieser koranische Begriff (rafa'a) wird beispielsweise verwendet, um die Erhebung von Isa während der Kreuzigung zu bezeichnen. Sie teilen diese Erhebung mit Elie (Ilyās) und Khadir, einer weiteren mysteriösen Figur aus dem Koran. Aufgrund dieser Ähnlichkeit wurde Idris abwechselnd mit Henoch und Elija in Verbindung gebracht, wobei diese beiden biblischen Figuren eine solche „Erhöhung“ kannten. Er wird manchmal als Khadir identifiziert, der sich selbst mit Elie identifiziert. Die wichtigsten Informationsquellen für Kommentatoren sind die isrâ'iliyyat, jüdisch-christliche Berichte, die insbesondere im Korpus des Midrasch enthalten sind und von einem jüdischen Konvertiten Ka'b al-Ahbar an den Islam übermittelt wurden. Wenn Ibn Kathir einige Vorbehalte gegenüber diesen Berichten hat, ist er mangels anderer Quellen verpflichtet, mit ihnen zufrieden zu sein. Von der Mehrheit der muslimischen Exegeten wird er mit Henoch identifiziert, von westlichen Islamforschern jedoch – u. a. von Theodor Nöldeke – überwiegend mit einer (arabisierten) Umformung des Namens „Andreas“. Damit ist entweder die Gestalt „Andreas“ im (syrischen) Alexanderroman gemeint (der Koch Alexanders, der durch einen Zufall unsterblich wird) oder der Apostel Andreas (vor allem wie dieser in den apokryphen Apostelakten „Acta Andreae“ beschrieben wird).
Diesen Berichten werden von Tabari in seinem „Kommentar zum Koran“ verwendet. Nach diesen Berichten hätte Idris versucht, mit dem Todesengel zu verhandeln, um seine Tage zu verlängern um seine Anbetungswerke zu erhöhen. Wäre sein Geist von 'Izrâ'îl entfernt worden, um ihn im vierten Himmel zu deponieren. Nichtsdestotrotz zitiert Tabari in seiner Chronik einen anderen Bericht von Ereignissen, einen Bericht, der auch von Tha'labî in seinen Geschichtsbüchern der Propheten präsentiert wird. In dieser zweiten Geschichte bot 'Izrâ'îl, beeindruckt von Idris' Frömmigkeit, angeblich an, ihm einen Wunsch zu erfüllen. Dieser hätte dann darum gebeten, seinen Geist zu entfernen, und ihm präsentiert, dass Gott ihn ihm zurückgeben wird, wenn seine Bestimmung wieder leben würde. So hat Gott ihn auferweckt, kurz nachdem 'Izrâ'îl seinen Geist von ihm genommen hatte. Ein paar Jahre später hätte er die göttliche Erlaubnis gehabt, die Hölle und den Himmel zu besuchen. Letztere betrat er unter der Bedingung, dass er sich dort nicht aufhielt. Idris hätte sich dann geweigert zu gehen und nach einem langen Streit mit dem Pförtner erreicht, dort zu bleiben.
Diese Geschichte hat die Besonderheit, Idris zwei Aufstiege und zwei Leben auf der Erde zuzuordnen. Dies knüpft an den Charakter Henochs in der apokalyptischen (wie in den Drei Büchern von Henoch) und kabbalistischen Literatur an. In der jüdischen Tradition (Buch der Jubiläen) ist Henoch der erste Mensch, der Schrift und Wissenschaft erlernt. Die muslimische Tradition wird Idris diese Eigenschaften zuschreiben. Laut Tha'labî bedeutet sein Name, der von da-ra-sa abgeleitet ist, „studieren“. Diese Eigenschaften bedeuten, dass muslimische Traditionen ihn mit dem ersten der drei Hermes vor der Sintflut und dem Ursprung der Konstruktionen der Pyramiden identifizieren.
Einige Autoren haben Idris und Elie in Verbindung gebracht. Dies ist zum Beispiel Bukhari, der sich auf die Meinungen von Ibn Abbas und Ibn Arabi verlässt. Letzterer hat eine ganze Lehre über die vier noch lebenden Propheten nach muslimischer Lehre entwickelt, die „vier Säulen, die das Universum tragen und dank denen es besteht“. In dieser Lehre finden sich viele Merkmale, die Henoch in der apokalyptischen und kabbalistischen Literatur zugeschrieben werden. Dabei wird Idris eine wichtige Rolle in der muslimischen hermetischen Literatur spielen. Ibn Arabi beschreibt Idris als den „Propheten der Philosophen“ angesichts der Menge an Wissen, die er mitbringen konnte.